# Dois Irmãos do Tocantins
Dois Irmãos do Tocantins é um município brasileiro do estado do Tocantins. Localiza-se a uma latitude 09º15'30" sul e a uma longitude 49º03'52" oeste, estando a uma altitude de 241 metros.
História: o município foi criado em 4 de setembro de 1963.
Localizado no vale do Araguaia, Dois Irmãos do Tocantins teve a sua origem na descoberta de garimpos de cristal de rocha. Um dos seus primeiros habitantes foi Pedro Montelo, que em 1925 possuía uma fazenda no local denominada "Dois Irmãos", devido à existência de dois morros paralelos dominando a paisagem local.
Entre outubro de 1942 e agosto de 1943, Dois Irmãos viveu a sua época áurea, com a consolidação do povoado, construído por contingentes humanos oriundos de Santa Maria do Araguaia (Araguacema), Pedro Afonso e Bela Vista, além de paraenses e maranhenses.
No dia 7 de setembro, o povoado foi destruído por um incêndio e os garimpeiros abandonaram as casas. Em 1948, cinco anos após o sinistro, alguns garimpeiros retornaram à garimpagem e formaram duas povoações: Cachimbos e Canudos.
Os povoados foram elevados à categoria de distrito, com a denominação de Dois Irmãos, em 10 de abril de 1956. Sete anos mais tarde, Dois Irmãos foi elevado a município, instalado em 1 de janeiro de 1964.
Atrativos: Gruta Casa de Pedra.
Festas populares: Aniversário da cidade, Festa de São João Batista, Santos Reis, Festa do Divino e festas juninas.
Padroeiro: São João Batista (24 de junho).
Economia: agropecuária.
Pontos turísticos: feira livre nos finais de semana, Festejo de São João Batista (15 a 24 de junho), Gruta da Catra, Pecuária (agosto) e Casa de Pedra (novembro).